# Gaultier Bès
Pour les articles homonymes, voir Bès.
Gaultier Bès de Berc, connu sous son nom de convenance Gaultier Bès, né en 1988, est un écrivain, enseignant et journaliste français, cofondateur des Veilleurs et de la revue Limite.
Il est avec Eugénie Bastié l'une des figures françaises de l'écologie intégrale, et fait partie d'une génération de jeunes intellectuels catholiques souvent qualifiés de néo-réactionnaires par certains médias.

## Biographie
Fils d'un artisan travaillant dans le secteur du bois énergétique en Bourgogne et d'une psychomotricienne, ancien élève de l'École normale supérieure de Lyon, Gaultier Bès est agrégé de lettres modernes.
Alors qu'il est étudiant, il cofonde avec son colocataire, le philosophe Paul Colrat, l'association Les Alternatives catholiques ou « Altercathos »,, qu'il décrit comme un « petit mouvement indépendant de laïcs qui veut assumer une foi adulte sans toujours sortir les étendards identitaires ». Ceux-ci manifestent au milieu des syndicats le 1er mai 2014 avec une banderole affirmant : « Ce n’est pas la filiation qu’il faut fragiliser, c’est le chômage et la précarité. »
Après avoir enseigné le français dans un lycée public de la banlieue lyonnaise, il enseigne dans un lycée public à Dreux.
Il commence à s'engager contre la loi du mariage pour tous à l'occasion d'une marche solidaire organisée à Lyon le 17 novembre 2012,. Militant de la première heure de La Manif pour tous en 2013, il cofonde, en mars, le mouvement satellite des Veilleurs à Lyon, avec notamment Madeleine de Jessey ; un mouvement social et intellectuel constitutif d'un « Mai 68 conservateur » selon l'expression du politologue Gaël Brustier. Il organise notamment une marche de Bordeaux à Paris en août 2013. Lors de cette marche, les veilleurs se rendent à la ZAD de Notre-Dame-des-Landes, avec « pour projet de créer une passerelle de rencontres sur [leurs] difficultés, [leurs] buts, [leurs] moyens et de partager ces thèmes au sein d’un milieu a priori pas sensible à ces questions. » Toutefois, ils sont accueillis à Couëron par « un comité d’accueil composé de gens très virulents », suivant ses propres mots.
En 2015, aux côtés d'Eugénie Bastié et de Paul Piccaretta, il cofonde la revue trimestrielle d'écologie intégrale Limite, lancée le 5 septembre à la Cité internationale universitaire de Paris et publiée dans un premier temps aux éditions du Cerf, revue dont il devient le directeur-adjoint,. Parmi les figures revendiquées par cette revue figurent Georges Bernanos, André Gorz, Naomi Klein, George Orwell, Pier Paolo Pasolini ou Simone Weil. Mais aussi Charles Péguy, Bernard Charbonneau, Jacques Ellul, Dorothy Day, ou encore Ivan Illich.
De mars 2016 à janvier 2017, il tient une chronique hebdomadaire, « La courte échelle », le mercredi sur Radio Espérance.
Le 8 juin 2016, il se rend à Nuit debout avec un groupe de veilleurs pour y exprimer leur point de vue, mais se voit interdit de parole ; plus tard dans la soirée, le groupe est agressé, quai de Valmy, par « un commando d'anars armé de bâtons et de bouteilles ».
Avant le second tour de l'élection présidentielle de 2017, il fait partie des dix personnalités intellectuelles chrétiennes interrogées par La Croix. À cette occasion, il exprime sa conviction du « besoin d’une alternative radicale à la mondialisation libérale, destructrice des sociétés comme des écosystèmes ». Cette alternative, qui passe, selon lui, « par la conversion écologique (contre un système productiviste qui menace nos conditions d’existence), par la relocalisation de nos activités (contre le libre-échange généralisé qui instaure la lutte de tous contre tous), par la sobriété heureuse (contre la fuite en avant consumériste) et par la réaffirmation des souverainetés nationales (contre la dissolution de la politique dans des instances oligarchiques) », lui semble alors « aux antipodes du projet libéral-libertaire d’Emmanuel Macron ».

Les 14 et 15 avril 2018, il participe au colloque sur les « nouvelles attentes écologiques », à l'Académie pour une écologie intégrale animée par les frères de la Communauté Saint-Jean. Il y déclare : 

« C’est d’une conversion qu’il s’agit, qui est d’abord et avant tout un changement de regard : nous sommes peu à peu en train de passer d’un rapport de propriété dominatrice à un rapport de bonne intelligence, d‘harmonie. Nous ne sommes plus en surplomb, ni par rapport à la nature, ni par rapport à la société, nous sommes intégrés à un ensemble, en interaction. Certes, nous devons penser notre place singulière dans la nature : c’est notre responsabilité de gardiens, et non de maîtres. Nous sommes membres de la création, avec les autres créatures, il faut en finir avec l’anthropocentrisme exacerbé. »

En octobre 2022, après sept ans d'existence et 27 numéros, la revue Limite est finalement dissoute. Paul Piccaretta analyse que « le bloc libéral-conservateur, qu’on croyait éteint, [a pu se] reconstituer aussi vite et détourner les catholiques des questions d’écologie. [...] Il y a eu une scission idéologique ». Il ajoute « des conservateurs qui s’intéressaient aux questions écologiques au départ n’ont bientôt plus eu le capitalisme et la technologie comme adversaires, mais le « wokisme ». Ils sont entrés dans ce bloc conservateur qui alimente aujourd’hui en polémiques le débat public. Nous avons toujours refusé d’appartenir à l’un des deux camps », en référence à la nouvelle vague ultraconservatrice alimentée par Vincent Bolloré.

### Vie privée
En 2014, il épouse Marianne Durano, qui s'est exprimée dans le même courant d'idées politiques que lui. Le couple a deux enfants, dont un fils baptisé Félix,,,.

## Points de vue
Affichant un « catholicisme qui se veut à la fois conservateur dans ses idées et moderne dans sa manière de les exprimer », selon la journaliste Ornella Guyet, il se revendique conservateur et écologiste. Il reprend le concept d'« écologie intégrale », défini par le pape François dans l'encyclique Laudato si’ en mai 2015, qu'il entend, avec les autres membres de l'équipe de Limite, « non seulement horizontalement ou qualitativement (synonyme d'« écologie humaine »), mais aussi verticalement ou quantitativement, en promouvant une écologie allant jusqu'à la décroissance », selon Laurent de Boissieu.
Pour Jean-Louis Schlegel, directeur de la revue Esprit, il appartient à « une frange plus intellectuelle » d'un « catholicisme intégral, intransigeant et antilibéral », qui « défend désormais une "écologie humaine intégrale", combat à la fois "le marché libéral et le progressisme libertaire" et se sent en connivence avec le thème de la décroissance. »
Refusant « le clivage gauche-droite », Gaultier Bès juge qu'il faut « trouver de nouvelles oppositions », celle qui lui semble la plus pertinente étant « entre productivistes et décroissants ». Pour ce faire, il cherche des convergences avec la Nouvelle Droite d'Alain de Benoist, mais surtout la gauche, avec des références à des auteurs comme Christopher Lasch ou Jean-Claude Michéa, même si Georges Bernanos est son auteur préféré.
Hostile au libéralisme économique et sociétal, il s'élève contre « l'esprit de déréglementation », s'oppose à la marchandisation du corps qu'il voit à l’œuvre dans la gestation pour autrui et dans l'ouverture de la procréation médicalement assistée aux couples homosexuels, qui lui semblent une aliénation au « système technique » et aux laboratoires pharmaceutiques.

## Critiques
Pour les géographes Étienne Grésillon et Bertrand Sajaloli, Bès et son entourage « pourfendent dans un même élan les OGM et les pilules contraceptives qui selon eux "bouleversent, non sans impact sur la santé humaine, les rythmes et les lois de la nature". […] Cette écologie intégrale moralisatrice et traditionaliste resurgit ainsi à la faveur des discours contre le mariage homosexuel. Mais, instrumentalisant l'écologie, notamment dans son champ défense de la vie, récupérant et mettant au service de valeurs très conservatrices la réflexion engagée au sein du catholicisme sur les rapports homme-nature, ce mouvement est loin d'être partagé par tous les catholiques ». Selon ces auteurs, « la notion d'écologie humaine […] en plaçant la question morale du respect de la vie humaine au centre du débat détourne le croyant de la nature et des enjeux environnementaux. »
Pour le journaliste Martin Brésis, le discours écologique de Gaultier Bès met à l'honneur des circuits courts et reprend le concept de « sobriété heureuse » développé par Pierre Rabhi, allant même jusqu'à « une critique du système économique dominant » et de « la technique toute puissante », qui s'exprime notamment dans sa dénonciation du transhumanisme. Toutefois, ses « systèmes d’analyse globale et [ses] pistes de réflexion politique » lui semblent « assez faibles, en dehors du soutien à des initiatives locales existantes », et il considère son approche écologique limitée par son « anthropocentrisme catholique ». Il s'agirait, selon lui, d'un « verdissement » des droites conservatrices.
De son côté, Jérôme Martin, ancien président d'Act Up-Paris, auteur du blog gay et lesbien Yagg.com, l'accuse de ne pas définir ce qu'il entend par « la nature, la société, les désirs et [leurs] limites. »[réf. nécessaire]
Selon le sociologue Jean-Louis Schlegel, « Que dans un article de La Croix entre les deux tours [de l’élection présidentielle de 2017], Gaultier Bès, le philosophe théoricien de Limite, marque son hésitation à choisir entre elle [Mme Le Pen] et M. Macron, en chargeant ce dernier au point de laisser entendre qu’il pourrait préférer la première, en dit long sur les limites d’une radicalisation non politique. »

## Publications
- Nos limites : pour une écologie intégrale (en collaboration avec Marianne Durano et Axel Nørgaard Rokvam), Paris, Éditions du Centurion, 2014, 110 p.  (ISBN 979-1092801125)
- Radicalisons-nous ! La politique par la racine, Paris, Éditions Première Partie, 2017, 128 p.